# Dumbrava (Panciu), Vrancea
Dumbrava este o localitate componentă a orașului Panciu din județul Vrancea, Moldova, România.